# Astragalus harsukhianus
Astragalus harsukhianus es una especie de planta del género Astragalus, de la familia de las leguminosas, orden Fabales.

## Distribución
Astragalus harsukhianus se distribuye por Pakistán.

## Taxonomía
Fue descrita científicamente por Rech. fil. Fue publicada en Biol. Skr. 9(3): 142 (1958).